# Barrio Nueva Córdoba
Nueva Córdoba es un barrio de la ciudad argentina de Córdoba, ubicado en el sector centro-sur del ejido urbano. Forma, junto al centro de la ciudad, uno de los sectores más dinámicos de la vida económica, cultural y de recreación cordobesas, además de ser el sector más cotizado de la ciudad.

## Geografía
El barrio, al igual que la mayoría de los barrios de la ciudad, tiene un tamaño medio. Comprende 97 manzanas, subdivididas en 2.520 parcelas, la mayor parte de ellas edificadas.
Al transitar sus calles y espacios públicos se pueden notar pendientes pronunciadas y elevaciones importantes. La altitud del terreno de Nueva Córdoba es superior a la del Centro.

Una característica de este barrio cordobés es la abundancia de edificios PH (propiedad horizontal) de más de diez pisos o plantas los cuales suelen tener como detalle arquitectónico desde los 1970  sus fachadas rojizas a causa de que están realizadas con ladrillos a la vista, esta característica arquitectónica se atribuye a los arquitectos argentinos cordobeses José Ignacio Díaz y Miguel Ángel Roca.

## Demografía

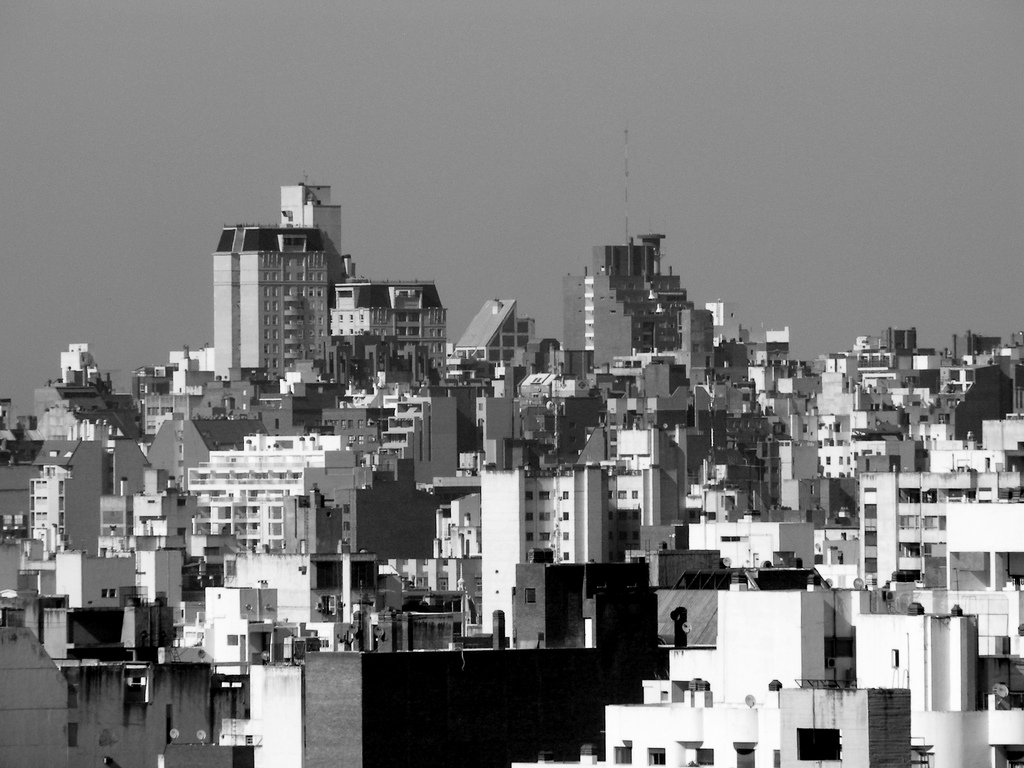
Skyline del barrio.

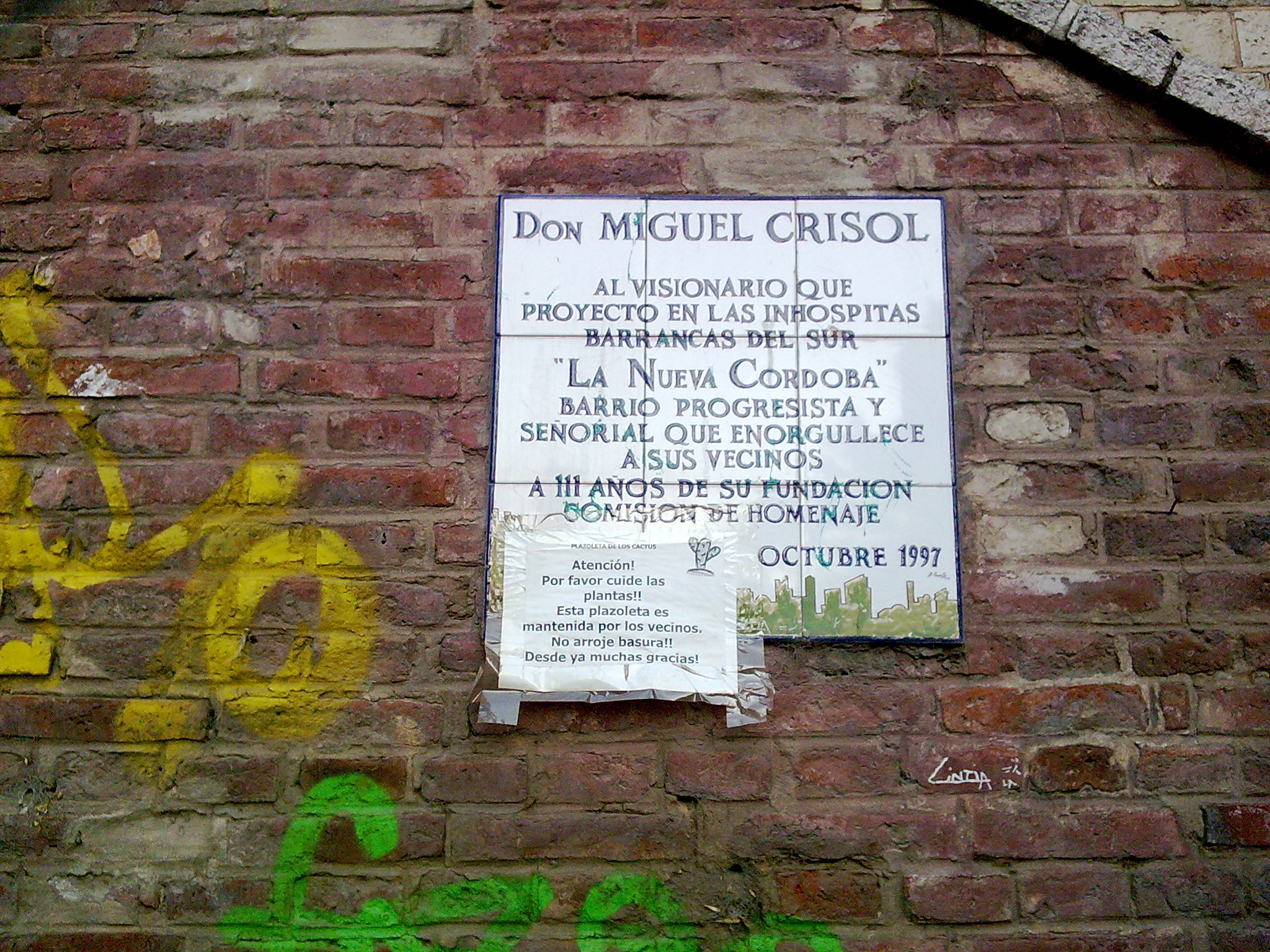
Placa colocada en conmemoración a Miguel Crisol, empresario que originalmente proyectó el barrio.

El barrio es uno de los más densamente poblados y tiene un crecimiento poblacional muy superior al promedio de la ciudad. Entre 2001 y 2008 su población aumentó un 23 %, para llegar a alrededor de 36.000 habitantes en este último año, y la cantidad de viviendas aumentó en el mismo lapso de tiempo un 40 %. Probablemente el crecimiento en cantidad de viviendas fue mayor al de la población debido a un cambio de perfil del habitante típico que ya no vive en condiciones de alto hacinamiento como en épocas anteriores, un producto de la mejora económica en estos años.
La particularidad es que la mayor parte de su población temporal proviene de otros puntos de la provincia y del país. Tiene una población adulta en crecimiento dado que se mudan de barrios de la periferia hacia Nueva Córdoba por la seguridad y la comodidad en cuanto a oferta comercial de todo tipo. La mayor parte del padrón electoral se conforma por vecinos adultos mayores. Se calcula que en promedio durante épocas de cursado frecuentan por Nueva Córdoba 1.000.000 de personas, debido a que se trata en gran parte de estudiantes que hacen sus carreras en alguna institución cordobesa, en especial en la Universidad Nacional de Córdoba, cuya Ciudad Universitaria está ubicada directamente al sur del barrio. Esto le ha dado un aire característico a Nueva Córdoba, ya que es un barrio de jóvenes en su mayoría, por lo tanto diversas actividades están planeadas teniendo en cuenta esto. Es una zona donde abundan bares y pubs, librerías, fotocopiadoras, gimnasios y tiendas de ropa.

## Economía
El barrio es económicamente activo. Los sectores de servicios y comercio continúan destacándose como la actividad más importante con un 36% y 51% respectivamente. En los últimos años se ha producido un gran crecimiento en la apertura de nuevos comercios.
Sin embargo el negocio por excelencia en Nueva Córdoba es el inmobiliario. Se trata del barrio que más edificios en construcción tiene. Los proyectos son numerosos, principalmente en lo que hace a la arquitectura en altura, siendo habituales los edificios superiores a doce plantas. La expansión inmobiliaria se vio favorecida años atrás por el buen momento de la producción agrícola en el país y la provincia, que generó interesantes capitales para invertir. En la actualidad la cantidad de propiedad horizontal (PH) es cercana a las 24.500.
El sostenido ritmo de construcción es acompañado por un incremento en los precios de cotización superiores al 18% con relación a años anteriores (2005-2006). 
De igual modo, Nueva Córdoba es un importante polo de industrias y empresas de alta tecnología, especialmente en lo que hace a las telecomunicaciones.

## Educación
El principal centro educativo es la Universidad Nacional de Córdoba, ubicada sobre el límite sur de Nueva Córdoba, en proximidad al Parque Sarmiento. También se encuentra a unos minutos la Ciudad de las Artes, parte de la Universidad Provincial de Córdoba. La Universidad Tecnológica Nacional se encuentra en las cercanías del barrio, una casa de altos estudios técnicos e ingenieriles.
En cuanto a las instituciones privadas en las cercanías del barrio, se encuentra la sede central de la Universidad Católica de Córdoba (la primera universidad privada del país que se encuentra en Barrio Centro), el Colegio Universitario IES Siglo 21 y la sede central de la Universidad Empresarial Siglo 21. Otra sede muy importante es la de la Asociación Argentina de Cultura Británica, muy incorporada a la identidad de la zona. 

## Cultura y ciencia
Nueva Córdoba cuenta con una gran variedad de museos, entre los más reconocidos están el Museo Superior de Bellas Artes Evita (también conocido como Palacio Ferreyra), que alberga la colección de artes visuales, fotografía y escultura de la provincia en una muestra permanente.
El edificio construido en 1916 muestra en su arquitectura de comienzos del siglo pasado la influencia del modelo surgido de la Escuela de Bellas Artes de París adoptado por el arquitecto francés Ernst-Paul Sanson. La casona evidencia el innegable esplendor decimonónico francés trasladado a la Argentina y expresado tanto en su desarrollo técnico como en el uso de las artes decorativas.
El Museo de Ciencias Naturales Arturo Illia, ubicado hacia el noroeste sobre Avenida Poeta Lugones, tiene una exposición de la fauna de la provincia de Córdoba. En frente a la Plaza España y en el parque, está el Museo Provincial de Bellas Artes Emilio Caraffa (refaccionado y ampliado en 2007).
Por la Avenida Hipólito Yrigoyen se encuentra el Paseo del Buen Pastor, centro de exposiciones, sala de eventos, locales comerciales, fuente de aguas danzantes y espacio de encuentro y recreación, en un edificio reciclado, donde funcionaba la Cárcel de Mujeres del Buen Pastor, que combina arquitectura clásica y moderna.
Sobre el este se puede apreciar la Iglesia de los Capuchinos con una impresionante arquitectura neogótica muy fiel a la Arquitectura gótica.

## Parques y paseos

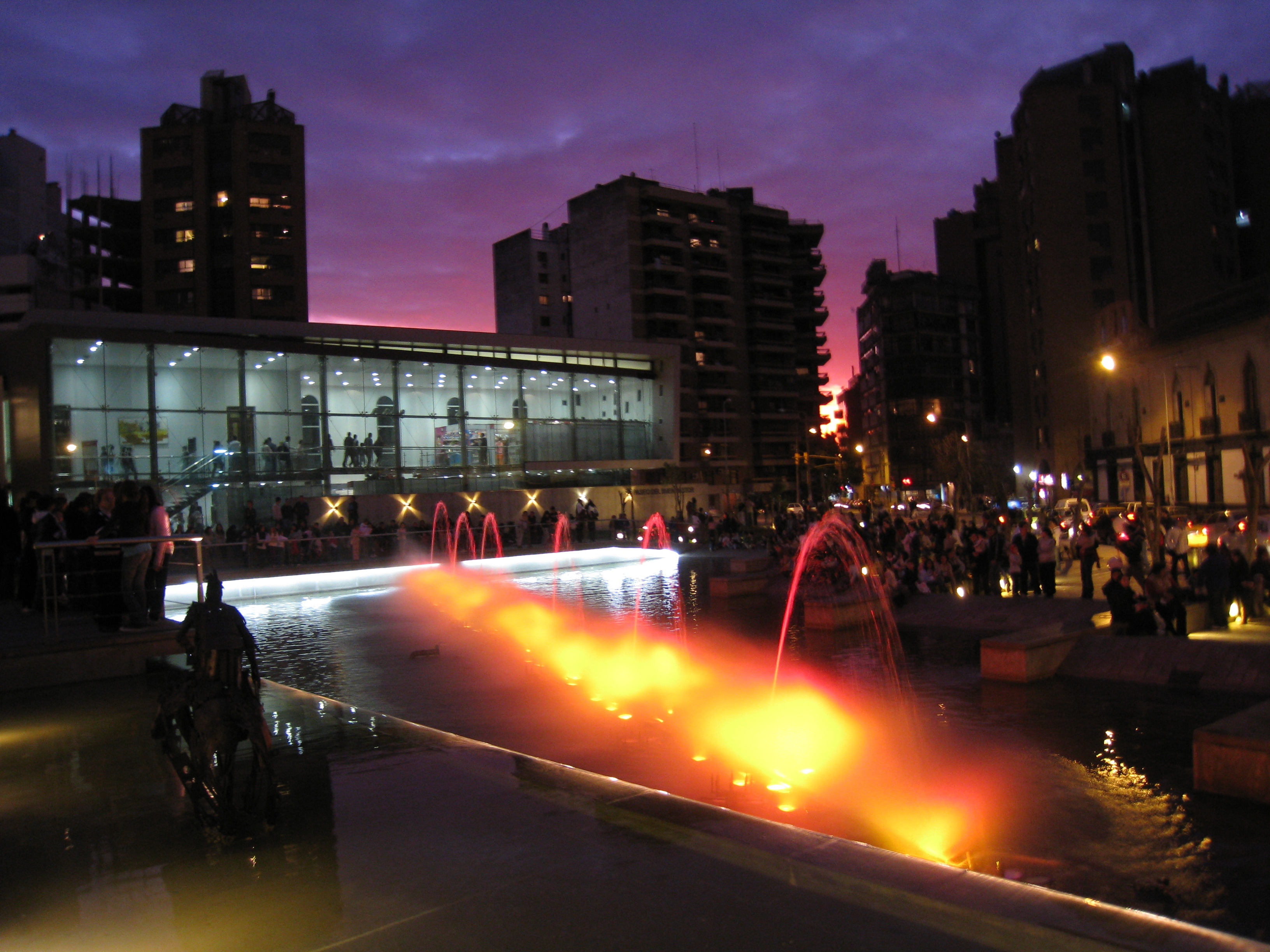
El Paseo del Buen Pastor representa uno de los hitos culturales del barrio.

El Parque Sarmiento (Córdoba) es uno de los más antiguos de Sudamérica. Fue planeado por el arquitecto francés Carlos Thays, gracias a la invitación de Miguel Crisol, empresario que originalmente proyectó la urbanización de los Altos del Sud, barrancas que cercaban a Córdoba. Hacia el noroeste del parque está el Anfiteatro Griego, refaccionado durante 2008, donde se realizan distintos tipos de eventos.
En el Parque hay lugares a los que se puede ir a pasear, salir a comer y disfrutar del aire libre y la naturaleza, como el lago con sus islas o el rosedal. Tiene integrado un parque de diversiones y el antiguo Jardín Zoológico, naturalmente embellecido por sus antiquísimas barrancas a las que se añadió el arte, con algunas esculturas, lagos artificiales, un simpático y antiguo miniferrocarril, románticas pérgolas y fontanas.
El Parque de las Tejas se inauguró en 2011 y se encuentra próximo a la Ciudad Universitaria, en el límite de Nueva Córdoba con el campus de la Universidad Nacional de Córdoba.

## Transporte Urbano de Pasajeros
| Corredor            | Líneas                                        |
| ------------------- | --------------------------------------------- |
| Corredor 1          | - 10 - 11 - 12 - 13 - 14 - 15 - 16 - 17       |
| Corredor 2          | - 20 - 21 - 22 - 23 - 24 - 26 - 28 - 29 - D20 |
| Corredor 3          | - 31 - 33 - 34 - 36 - D30                     |
| Corredor 4          | - 41 - 44                                     |
| Corredor 5          | - 52 - 53 - 54 - 55                           |
| Corredor 6          | - 65 - 63 - 66 - 67                           |
| Corredor 7          | - 71 - 75                                     |
| Corredor 8          | - 81 - 83 - D80                               |
| Corredor Trolebuses | - Corredor Trole A - Corredor Trole C         |